# Quadripolo

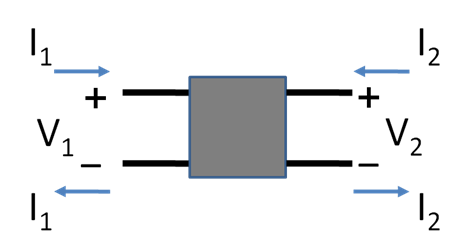
Figura 1: Exemplo de um dispositivo de duas portas. Note que a condição de porta é satisfeita: a mesma corrente que que entra em cada porta sai pelo outro terminal daquela porta.

Um quadripolo, rede de duas portas ou dispositivo de duas portas é um circuito elétrico ou dispositivo com dois pares de terminais. Dois terminais constituem uma porta se eles satisfazem a exigência essencial conhecida como condição de porta: a corrente que entra em uma porta deve ser a mesma que saia dela. Exemplos incluem modelos para transistores de sinais (tais como modelo híbrido-pi), filtros e casamento de impedâncias, também denominado por muitos autores como adaptação de impedâncias, dado que são utilizados para adaptar um circuito de baixa-impedância a um de alta-impedância e vice-versa.
Esta função de adaptação de impedâncias é extremamente importante, porque segundo o Teorema da Máxima Transferência de Potência, esta situação, só se verifica, se o acoplamento entre andares (ou estágios) distintos for feito com a impedância de saída de um andar, igual à impedância de entrada do seguinte. A análise de quadripolos passivos é uma consequência dos teoremas da reciprocidade derivados pela primeira vez por Lorentz.
Um dispositivo de duas portas torna possível a isolação de um circuito inteiro ou de parte dele, substituindo por seus parâmetros característicos. Uma vez feito isso, a parte isolado do circuito torna-se uma "caixa preta" com um conjunto de propriedades distintivas, permitindo-nos abstrair da sua imagem física específica, e assim simplificando a análise. Qualquer circuito linear de quatro terminais pode ser transformado em um dispositivo de duas portas desde que não contenham uma fonte independente se satisfaça as condições de porta.
Os parâmetros utilizados para descrever um quadripolo são os seguintes: z, y, h, g, T. Eles geralmente são expressos em notação matricial e eles estabelecem relações entre os seguintes parâmetros (vide Figura 1):
{\displaystyle {V_{1}}} = Tensão de entrada
{\displaystyle {V_{2}}} = Tensão de saída
{\displaystyle {I_{1}}} = Corrente de entrada
{\displaystyle {I_{2}}} = Corrente de saída
Essas variáveis são mais úteis quando o circuito opera com de baixas a moderadas frequências. Em altas frequências, frequências de microondas por exemplo, as variáveis potência e energia são mais úteis, e a abordagem baseada em correntes e tensões aqui discutidas é substituída por uma abordagem em parâmetros de espalhamento.

## Parâmetros de impedância (parâmetros z)
{\displaystyle \left[{\begin{array}{c}V_{1}\\V_{2}\end{array}}\right]=\left[{\begin{array}{cc}z_{11}&z_{12}\\z_{21}&z_{22}\end{array}}\right]\left[{\begin{array}{c}I_{1}\\I_{2}\end{array}}\right]}.
{\displaystyle z_{11}={V_{1} \over I_{1}}{\bigg |}_{I_{2}=0}\qquad z_{12}={V_{1} \over I_{2}}{\bigg |}_{I_{1}=0}}
{\displaystyle z_{21}={V_{2} \over I_{1}}{\bigg |}_{I_{2}=0}\qquad z_{22}={V_{2} \over I_{2}}{\bigg |}_{I_{1}=0}}

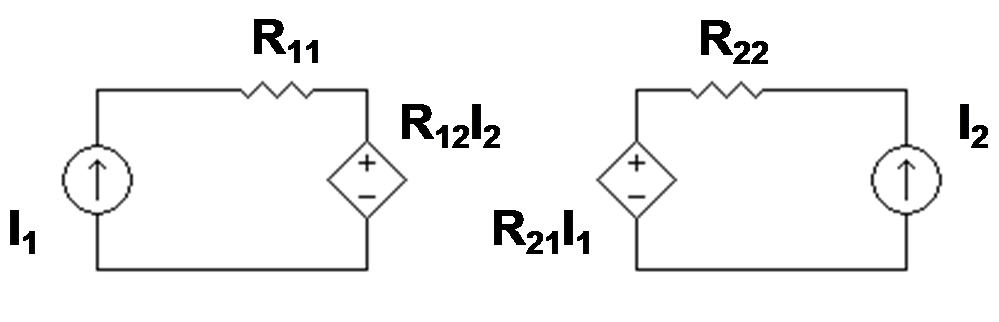
Figura 2: quadripolo z-equivalente apresentando as variáveis independentes I_{1} e I_{2}. Embora sejam mostrados resistores, impedâncias podem ser utilizadas em seus lugares.

Note que todos os parâmetros Z possuem a dimensão de ohms.

## Parâmetros de admitância (parâmetros y)
{\displaystyle \left[{\begin{array}{c}I_{1}\\I_{2}\end{array}}\right]=\left[{\begin{array}{cc}y_{11}&y_{12}\\y_{21}&y_{22}\end{array}}\right]\left[{\begin{array}{c}V_{1}\\V_{2}\end{array}}\right]}.
onde
{\displaystyle y_{11}={I_{1} \over V_{1}}{\bigg |}_{V_{2}=0}\qquad y_{12}={I_{1} \over V_{2}}{\bigg |}_{V_{1}=0}}
{\displaystyle y_{21}={I_{2} \over V_{1}}{\bigg |}_{V_{2}=0}\qquad y_{22}={I_{2} \over V_{2}}{\bigg |}_{V_{1}=0}}

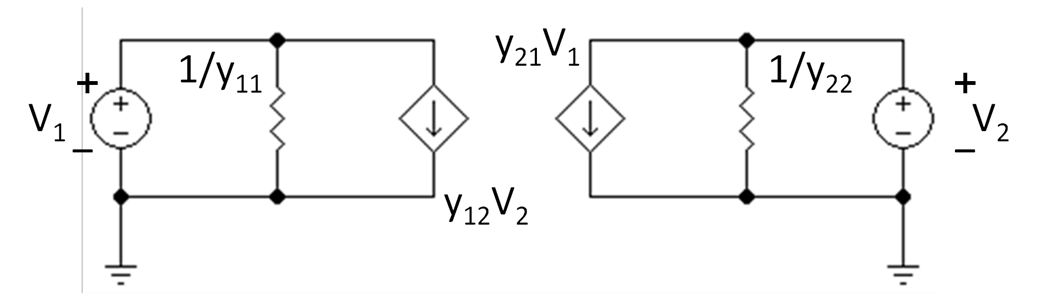
Figure 3: quadripolo Y-equivalente apresentando as variáveis independentes V_{1} e V_{2}.

O quadripolo é dito recíproco se {\displaystyle y_{12}=y_{21}}. Note que todos os parâmetros Y possuem a dimensão de siemens.

## Parâmetros híbridos (parâmetros h)
{\displaystyle \left[{\begin{array}{c}V_{1}\\I_{2}\end{array}}\right]=\left[{\begin{array}{cc}h_{11}&h_{12}\\h_{21}&h_{22}\end{array}}\right]\left[{\begin{array}{c}I_{1}\\V_{2}\end{array}}\right]}
onde
{\displaystyle h_{11}={V_{1} \over I_{1}}{\bigg |}_{V_{2}=0}\qquad h_{12}={V_{1} \over V_{2}}{\bigg |}_{I_{1}=0}}
{\displaystyle h_{21}={I_{2} \over I_{1}}{\bigg |}_{V_{2}=0}\qquad h_{22}={I_{2} \over V_{2}}{\bigg |}_{I_{1}=0}}

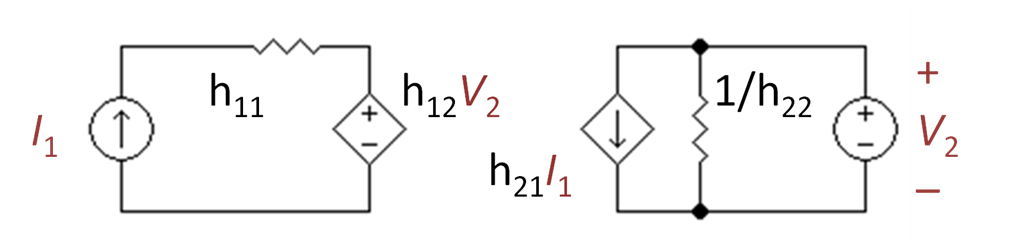
Figure 3: quadripolo H-equivalente apresentando as variáveis independentes I_{1} e V_{2}

Geralmente este circuito é utilizado quando deseja-se um amplificador de corrente na saída.
Note que os que os parâmetros h que não estão na diagonal principal são adimensionais, enquanto os demais possuem dimensões recíprocas um do outro.